# Autocyrota
Autocyrota é um gênero de mariposa pertencente à família Crambidae. Foi descrito por Meyrick em 1933 e contém a espécie Autocyrota diacma.

## Distribuição
Pode ser encontrada na República do Congo.